# Antoine Louis Rouillé
Pour les articles homonymes, voir Rouillé (homonymie).
Antoine-Louis Rouillé, comte de Jouy, né à Paris le 7 juin 1689 et mort à Neuilly le 20 septembre 1761, est un homme d'État français des XVIIe et XVIIIe siècles. Il est secrétaire d'État de la Marine (1749–1754) puis ministre français des Affaires étrangères (1754–1757).

## Biographie

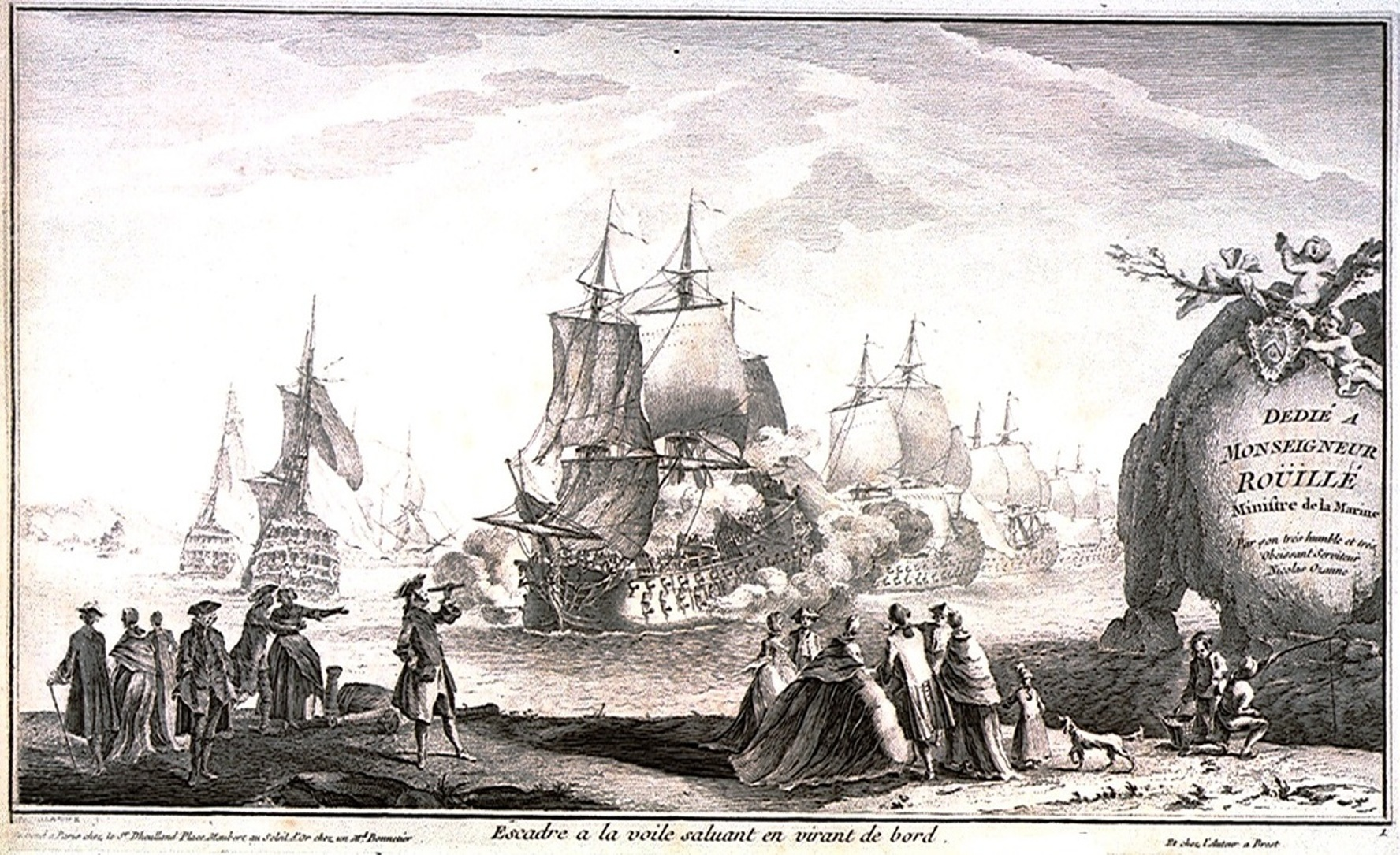
Gravure allégorique à la gloire d'Antoine Louis Rouillé, par Nicolas Ozanne.

Fils du diplomate Pierre Rouillé (1657-1712), il fut successivement conseiller au parlement de Paris (1711), maître des requêtes (1717), intendant du commerce (1725), conseiller d'État et enfin commissaire à la Compagnie des Indes (1744).
Nommé ministre de la Marine (1749) en remplacement de Maurepas, il travailla à la réorganisation de la marine française. Il abandonna ce ministère (24 juillet 1754) pour occuper celui des Affaires étrangères. À ce titre, il fut signataire du premier Traité de Versailles (1756) avec Bernis à qui il céda son poste (28 juin 1757). Il conserve cependant la Ferme générale des postes.

### Sources et bibliographie
- Jean-Paul Grandjean de Fouchy, Éloge de M. Roüillé, dans Histoire de l'Académie royale des sciences - Année 1761, Imprimerie royale, Paris, 1763, p. 182-188 (lire en ligne), ou Académie des sciences : Éloge de M. Roüillé.
- Jean-Philippe Zanco, Dictionnaire des Ministres de la Marine 1689-1958, S.P.M. Kronos, Paris 2011.
- Michel Vergé-Franceschi, La Marine française au XVIIIe siècle : guerres, administration, exploration, Paris, SEDES, coll. « Regards sur l'histoire », 1996, 451 p. (ISBN 978-2-7181-9503-2, BNF 35853603)
- Michel Vergé-Franceschi (dir.), Dictionnaire d'histoire maritime, Paris, Éditions Robert Laffont, coll. « Bouquins », 2002, 1508 p. (ISBN 978-2-221-08751-0 et 2-221-09744-0, BNF 38825325)